# Emil Teschendorff

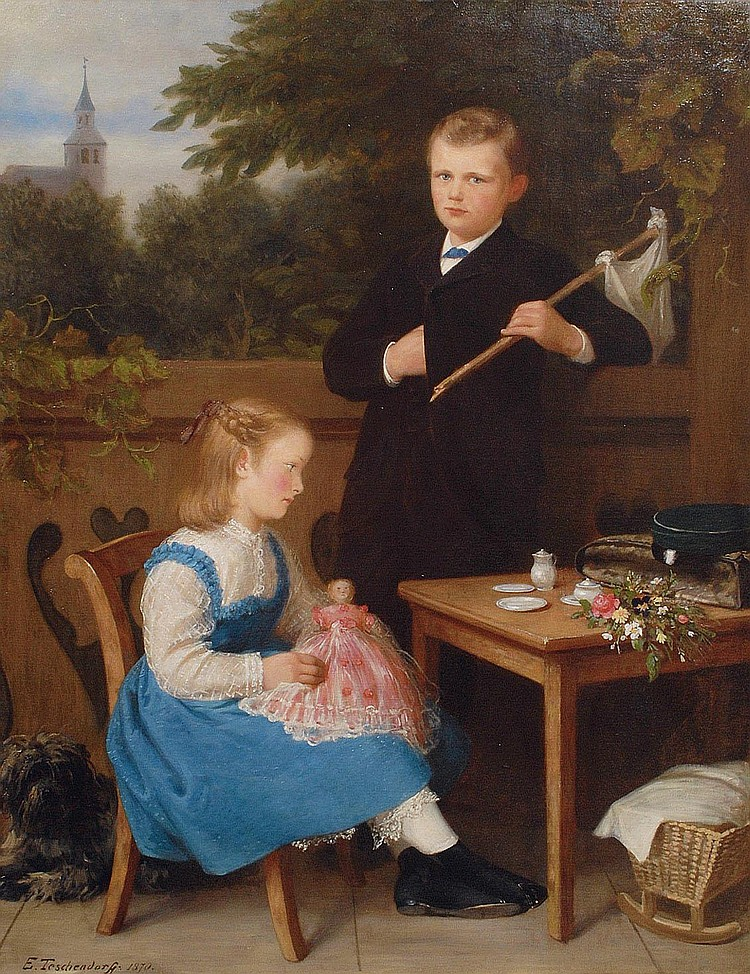
Geschwister

Emil Teschendorff (* 15. Mai 1833 in Stettin; † 4. Juni 1894 in Berlin) war ein deutscher Historien- und Architekturmaler.
Seine Eltern waren Johann Anton Gustav Teschendorff, 1827–1875 Pfarrer der Stettiner Johanniskirche und seine Gemahlin Julia Augusta Antonia geb. Schröder, sein Großvater der Schiffsschreiner Johann Teschendorff. 
1850 bis 1851 studierte er in Bonn Evangelische Theologie. Während seines Studiums wurde er 1850 Mitglied der Bonner Burschenschaft Frankonia. Er wechselte zur Malerei. In den späten 1850er Jahren studierte Emil Teschendorff Malerei an der Königlich Preußischen Akademie der Künste in Berlin, seit dem 13. November 1860 studierte er an der Königlichen Akademie der Künste München bei Carl Theodor von Piloty. 
Nach dem Studium kam Teschendorff um 1866 zurück nach Berlin.
Teschendorff widmete sich der Veduten-, Porträt- und Historienmalerei. Oft zeigten seine Werke Szenen aus der Literatur und Mythologie wie „Luther und Melanchthon“, „Cleopatra“, „Antigone und Ismene“, „Electra“, „Oedipus und Antigone“, „Romeo und Julia“. Er schuf auch Wandmalerei in der Aula des Rendsburger Gymnasiums. 1888 wurde er zum Professor an der Berliner Akademie berufen.